# Wojciech Małecki (piłkarz)
Wojciech Małecki (ur. 11 października 1990 w Elblągu) – polski piłkarz, w latach 2008–2019 występujący na pozycji bramkarza.

## Kariera klubowa
Na początku kariery piłkarskiej występował w juniorach Olimpii Warszawa. Następnie dołączył do Korony Kielce, w której grał do 2008 roku m.in. w drugiej drużynie oraz młodzieżówce U-19.
1 sierpnia 2008 roku został włączony do składu pierwszej drużyny Korony. W sezonach 2008/2009 oraz 2009/2010 nie otrzymał szansy debiutu, jednakże występował w tym czasie w drużynie rezerw i Młodej Ekstraklasy. Na sezon 2010/2011 został wypożyczony do drugoligowego Znicza Pruszków, w którym rozegrał łącznie dwadzieścia meczów, z czego jeden w ramach Pucharu Polski z Polonią Warszawa.
Na kolejne rozgrywki wrócił do Kielc, gdzie w trzeciej kolejce otrzymał szansę debiutu w Ekstraklasie, wchodząc w 74. minucie meczu przeciwko Jagiellonii Białystok. Następną szansę otrzymał już tydzień później, grając pełne 90. minut z Wisłą Kraków. W barwach pierwszej drużyny zagrał jeszcze z Gryfem Wejherowo w Pucharze Polski. Pod koniec rundy jesiennej odniósł kontuzję barku, która wymagała przeprowadzenia operacji i wyeliminowała go z gry do końca sezonu.
Po wyleczeniu kontuzji, 20 czerwca 2012 roku powrócił do indywidualnych treningów z ówczesnym trenerem bramkarzy Korony, Maciejem Szczęsnym. Kilkanaście dni później rozpoczął przygotowania do sezonu wraz z zespołem. W sezonie 2012/2013 rozegrał jedenaście spotkań w Młodej Ekstraklasie, a także dwa w pierwszej drużynie przeciwko Widzewowi Łódź oraz Lechowi Poznań w dwóch ostatnich kolejkach.
Następne rozgrywki ponownie zaczynał jako rezerwowy zawodnik, aczkolwiek tym razem otrzymywał więcej szans do zaprezentowania się w pierwszym zespole. Po raz pierwszy wystąpił w czwartej kolejce w meczu z Lechem Poznań, przegranym 2:0. Na kolejną szansę musiał czekać aż do kwietnia, gdzie w pierwszym meczu rundy finałowej przeciwko Widzewowi, zastąpił kontuzjowanego Zbigniewa Małkowskiego. Małecki wystąpił jeszcze w spotkaniach z Zagłębiem Lubin, Podbeskidziem oraz Piastem Gliwice. W meczu z Piastunkami rozegranym 17 maja 2014 roku, odniósł poważną kontuzję po starciu z Rubenem Jurado w polu karnym, kiedy to został uderzony nogą w głowę i doznał złamania kości twarzy.
W sezonie 2014/2015 rozegrał dwa mecze w Ekstraklasie. Wystąpił na otwarcie sezonu z Zawiszą Bydgoszcz, a także w siódmej kolejce z Jagiellonią Białystok. Po zakończeniu zmagań zarząd Korony Kielce podjął decyzję o nieprzedłużaniu z nim wygasającej umowy.
23 lipca 2015 roku został piłkarzem Kotwicy Kołobrzeg. W barwach drugoligowca rozegrał trzydzieści dwa spotkania.
30 czerwca 2016 podpisał roczną umowę z ekstraklasowym Górnikiem Łęczna. W barwach drużyny z Lubelszczyzny rozegrał dwa spotkania w Pucharze Polski oraz dwanaście w Ekstraklasie. Drużyna zakończyła rozgrywki 2016/2017 na piętnastym miejscu, spadając tym samym do I ligi.
W sezonie 2017/2018 dołączył do Olimpii Grudziądz grającej w I lidze. W jej barwach wystąpił w trzydziestu jeden spotkaniach, natomiast drużyna uplasowała się na siedemnastym miejscu w tabeli, spadając o jedną klasę rozgrywkową.
We wrześniu 2018 roku ogłosił zakończenie profesjonalnej kariery piłkarskiej, chcąc skupić się na prowadzeniu własnej firmy Football Masters produkującej rękawice bramkarskie. 11 września 2018 roku został piłkarzem KTS Weszło, grającego w B klasie.

## Statystyki
Stan na 27 maja 2018
| Klub                  | Sezon              | Liga               | Liga  | Liga   | Puchar Polski | Puchar Polski | Łącznie | Łącznie |
| Klub                  | Sezon              | Liga               | Mecze | Bramki | Mecze         | Bramki        | Mecze   | Bramki  |
| --------------------- | ------------------ | ------------------ | ----- | ------ | ------------- | ------------- | ------- | ------- |
| Korona Kielce         | 2008/2009          | I liga             | 0     | 0      | 0             | 0             | 0       | 0       |
| Korona Kielce         | 2009/2010          | Ekstraklasa        | 0     | 0      | 0             | 0             | 0       | 0       |
| Znicz Pruszków (wyp.) | 2010/2011          | II liga            | 19    | 0      | 1             | 0             | 20      | 0       |
| Korona Kielce         | 2011/2012          | Ekstraklasa        | 2     | 0      | 1             | 0             | 3       | 0       |
| Korona Kielce         | 2012/2013          | Ekstraklasa        | 2     | 0      | 0             | 0             | 2       | 0       |
| Korona Kielce         | 2013/2014          | Ekstraklasa        | 5     | 0      | 1             | 0             | 6       | 0       |
| Korona Kielce         | 2014/2015          | Ekstraklasa        | 2     | 0      | 0             | 0             | 2       | 0       |
| Kotwica Kołobrzeg     | 2015/2016          | II liga            | 32    | 0      | 0             | 0             | 32      | 0       |
| Górnik Łęczna         | 2016/2017          | Ekstraklasa        | 12    | 0      | 2             | 0             | 14      | 0       |
| Olimpia Grudziądz     | 2017/2018          | I liga             | 31    | 0      | 0             | 0             | 31      | 0       |
| Łącznie               | Ogólnie w karierze | Ogólnie w karierze | 105   | 0      | 5             | 0             | 110     | 0       |